# 마콜컨설팅그룹
마콜컨설팅그룹은 한국의 대표적인 퍼블릭 어페어즈 컨설팅 그룹이다. 2000년 이슈관리 전문 컨설팅 회사로 설립된 후, 2002년 한국 최초로 Public Affairs 서비스를 론칭하여 한국 내에서 가장 많은 퍼블릭 어페어즈 케이스를 보유하고 있다.
위 외, 2003년 한국 최초로 소송 커뮤니케이션 서비스, 2006년 노사관계 커뮤니케이션 서비스, 2007년 M&A 커뮤니케이션 서비스 론칭 등 한국 최초의 다양한 커뮤니케이션 컨설팅 서비스를 론칭 해왔다. 2016년부터는 비시장 전략 컨설팅을 론칭 했고, 2020년 세계 최초로 시스템스 퍼블릭 어페어즈 서비스를 론칭하여 글로벌 비시장 전략 컨설팅 업계를 리드하고 있다.
글로벌 회사의 한국 법인 설립 준비, 새로운 서비스나 상품 론칭을 위한 우호적 정책과 규제 정비 지원, 그리고 사업 철수나 M&A 과정에서의 이슈관리를 지원하고 있다.
주요 사업 분야는 ICT, 우주산업, 에너지, 화학, 헬스케어, 식음료, 건설, 교통, 환경, NPO 등이다.
마콜컨설팅그룹에는 퍼블릭 어페어즈 전문가 80여명, 변호사와 전직 관료 출신 고문단 20여명 등 총 100여명이 근무하고 있다.
2000년 회사 설립 당시부터 한국의 “부정청탁 및 금품등 수수의 금지에 관한 법률(일명김영란법)”에 준하는 강력한 윤리 규정을 준수하고 있으며, 고강도의 사내 보안 시스템을 갖추고 있다.
현재 세계적으로 퍼블릭 어페어즈 서비스는 로빙 회사, 로펌, 어카운팅 펌, 일부 PR firm에서 제공하고 있다. 그러나 이들이 진행하는 퍼블릭 어페어즈 서비스는 직접적인 대관업무를 중심으로 진행되고 있으며, 마콜 컨설팅 그룹에서 제공하는 포괄적 비시장 전략 컨설팅 서비스를 제공하는 회사는 거의 없다. Macoll Consulting Group은 Public Affairs 서비스를 포함하여, 비시장 환경 전체에 대하여 Systems Approach를 적용하여 비시장 전략 컨설팅 모델을 개발하고 서비스를 제공하고 있는 거의 유일한 회사이다.
[산업분야]
퍼블릭 어페어즈 컨설팅, 시스템스 퍼블릭 어페어즈 컨설팅, 비시장 전략 컨설팅, 노사관계 커뮤니케이션 컨설팅, M&A 커뮤니케이션 컨설팅, 이슈관리 컨설팅

## 참고 자료
- “마콜컨설팅그룹, 새로운 경영 컨설팅 방법론 “시스템스 퍼블릭 어페어즈” 영국왕립 저널에 발표”. 《서울경제》. 2024년 10월 30일. 2024년 10월 30일에 확인함.